# Тик-Так (НЛО)
«Тик-Так» — неопознанный летающий объект (НЛО), радиолокационно и визуально наблюдавшийся в ноябре 2004 года близ побережья Мексики и США в Тихом океане ударной группой американского авианосца «Нимиц» («инцидент с авианосцем „Нимиц“»), а также зафиксированный радаром американского крейсера «Принстон». По словам одного из пилотов, объект имел вид гладкого белого яркого эллипсоида (или формы, близкой к эллипсоиду) размером от 9 до 14 м в длину. Перемещения объекта были записаны на чёрно-белую авиационную камеру в инфракрасном диапазоне. Эти видеозаписи были обнародованы первоначально в 2007 году, а позже в 2017 году. В результате резонанса в СМИ 27 апреля 2020 года министерство обороны США разместило на своём сайте оригиналы этих видеозаписей, а также признало, что записи действительно сделали лётчики ВМС. Общепризнанного объяснения феномен не получил.

## Наблюдения неопознанных объектов
В начале ноября 2004 года американские военные проводили учения в Тихом океане близ границы Мексики и США в рамках подготовки войск к отправке в Персидский залив. Во время учений новая РЛС AN/SPY-1 ракетного крейсера ВМС США «Принстон» типа «Тикондерога» начала запись странных радиолокационных следов, которые техники крейсера приняли за сбои радара. Но после перезапуска и калибровки радара записи стали ещё более чёткими. 10 ноября чиф-петти-офицер Кевин Дей заметил на радаре группы из нескольких объектов, которые строем перемещались на юг близ островов Санта-Каталина и Сан-Клементе. Объекты двигались на скорости 190 км/ч на высоте 8500 м и были также зафиксированы радарами других кораблей. Затем моряки наблюдали некие хаотично двигающиеся объекты через корабельные бинокли. По словам петти-офицера III класса Гэри Вурхиса, их периодически видели в течение недели, объекты находились далеко от крейсера и были гораздо лучше видны ночью за счёт испускаемого свечения.
Утром 14 ноября после очередного наблюдения неопознанных объектов военные по запросу крейсера «Принстон» решили отправить штурмовик F/A-18 «Хорнет» и два палубных истребителя F/A-18 «Супер Хорнет» c авианосца «Нимиц» на их перехват. Самолёты не имели готового к использованию оружия. «Хорнет» пилотировал подполковник Курт, ведущий «Супер Хорнет» пилотировал коммандер Дэвид Фравор, экипаж второго истребителя включал лейтенант-коммандера Джима Слайта в качестве офицера систем вооружения. Погодные условия обеспечивали хорошую видимость, небо было безоблачным, вода спокойной.
В районе моря, где радары крейсера зафиксировали странные объекты, Курт заметил круглый участок воды диаметром 50-100 м с бурлящей водой. После того, как он покинул это место, туда прибыли «Супер Хорнеты», экипажи которых также наблюдали участок с бурлящей водой. По их словам, вода там вспенивалась и поднимались волны, причём волны как будто бы разбивались о что-то светлое и крестообразное под водой размером с самолёт Боинг-737. Через несколько секунд после наблюдения этого места пилоты заметили объект, парящий с хаотичными движениями на высоте, по их оценкам, около 15 м над водой. Фравор и Слайт впоследствии сравнили внешний вид объекта с большой конфетой марки «Тик-Так», отчего он и получил своё прозвище. Объект выглядел как гладкий белый яркий эллипсоид (или форма, близкая к эллипсоиду) размером от 9 до 14 м в длину без стёкол, иллюминаторов, крыльев, двигателей и вообще без каких бы то ни было выступающих частей. Возле объекта не наблюдалось выхлопных струй. Фравор начал приближаться к объекту по спиральной траектории вниз. Во время приближения он сообщил, что объект начал подъём на некотором расстоянии от истребителя по траектории, которая как бы отражала траекторию истребителя. Затем Фравор предпринял более агрессивный манёвр, направив свой истребитель прямо на неопознанный объект, однако он резко ускорился и исчез менее, чем за две секунды.
Вскоре, переговорив с крейсером «Принстон», истребители направились к месту встречи воздушного патруля. Через несколько секунд после этого они получили сообщение, что радар крейсера зафиксировал неопознанный объект в месте встречи воздушного патруля. По прибытии туда истребителей объект уже исчез. Оба «Супер Хорнета» вернулись на «Нимиц».
После прибытия двух истребителей на «Нимиц» было решено отправить в воздух четыре других «Супер Хорнета», оснащённых новейшим прицельным модулем ATFLIR с инфракрасной камерой. Благодаря ему, удалось заснять странный объект на видео. Объект в этот момент то зависал неподвижно на высоте более 18 километров, то в считанные секунды снижался до 150 метров, чуть ли не глиссировал на скорости в 900 км/ч, затем совершал невероятный манёвр и на сверхзвуковой скорости уходил в точку. Отследить его было возможно только с помощью инфракрасного излучения.

## Обнародование видеозаписи
В конце 2017 года трёхминутный видеоролик прицельного модуля истребителя с преследованием «Тик-Така» опубликовала частная исследовательская организация «К звёздам. Академия искусств и науки», основанная музыкантом Томом Делонгом, который помимо музыки занимался ещё и уфологией. Видеоролик был назван «Flir1» (по названию типа камеры). Видео мгновенно обрело популярность. Один из исследователей НЛО выяснил, что видео с 2007 года хранилось на серверах компании «Вижн Анлимитед» в Германии. Как оказалось, «Вижн Анлимитед» специализируется на производстве спецэффектов на видео, что дало повод говорить о видео «Flir1» как о фальшивке. Владелец компании утверждал, что ни он, ни другие сотрудники не знали, кто загрузил видео в 2007 году. Высказывалась версия, что на сервера компании оно было загружено, чтобы избежать преследования по закону за разглашение государственной тайны.
Вскоре один из пилотов «Супер Хорнета», участвовавший в погоне за «Тик-Таком», заявил, что видео подлинно и, более того, является лишь отрывком более длинного оригинального видео. Моряки крейсера «Принстон» уверяли общественность, что на мониторах командно-информационного центра крейсера видели ролик длиной около 8−10 минут и в куда более высоком разрешении. Версию о существовании более длинного видео отрицал один из пилотов «Супер Хорнета», впервые увидевший «Тик-Так». Такой же позиции первоначально придерживалось министерство обороны США. По воспоминаниям моряков «Принстона», после инцидента с наблюдениями неопознанного объекта на борт крейсера приземлился вертолёт «Блэк Хок», экипаж которого изъял всю информацию об инциденте, в том числе носители с видеозаписями, а техникам крейсера было приказано полностью перезагрузить всю систему вместе с оптическими приводами со всеми радиопереговорами. Фравор ещё в 2015 году вспоминал об инциденте, говоря, что было проведено расследование инцидента и опрошены все участвовавшие в нём лица.
В сентябре 2019 года ВМС США официально признали подлинность видеоролика «Flir1», а также двух видеороликов, сделанных во время аналогичных инцидентов с авианосцем «Теодор Рузвельт» в 2014—2015 годах. В ВМС США не смогли объяснить, что именно изображено на видеороликах, назвав эти объекты «неопознанными воздушными явлениями». Пресс-секретарь Пентагона Сьюзен Гоф подтвердила подлинность видеороликов и рассказала, что они сняты лётчиками ВМС и связаны с увеличением числа наблюдений «неопознанных воздушных явлений» в последние годы. На запросы с просьбой предоставить общественности полное видео, сделанное в 2004 году, управление военно-морской разведки ВМС США ответило, что изучение материалов привело к выводу, что «их публикация нанесёт исключительно серьёзный ущерб национальной безопасности Соединённых Штатов».
После того, как инциденты с «Нимицом» и «Теодором Рузвельтом» стали достоянием общественности, в Конгрессе были проведены слушания с целью изучения вопроса безопасности полётов. Их содержание было засекречено. После слушаний в ВМС объявили, что изменили инструкцию о том, как пилоты должны сообщать о наблюдениях неопознанных летающих объектов, чтобы побудить их уделять больше внимания таким случаям, которые происходят регулярно с 2014 года.
В 2020 году Пентагон официально опубликовал на своём сайте три упомянутых выше видеоролика.

## Попытки объяснения феномена
Фравор, поражённый увиденным, отмечал, что так называемый «Тик-Так» намного превосходит его истребитель по лётным характеристикам. В интервью газете «Вашингтон пост» в 2017 году он также заявил: «это был реальный объект, он существовал и я его видел» и предположил, что «Тик-Так» — это «нечто не с Земли». Источники издания «Попьюлар Механикс» сообщили, что эти объекты не имеют отношения к каким-либо секретным технологиям США. Инцидент пришлось прокомментировать даже президенту США Дональду Трампу:

Они [лётчики ВМС США] действительно говорят об этом, и я видел, читал, слышал. И у меня действительно была одна очень короткая встреча по этому вопросу. Но люди говорят, что они видят НЛО. Верю ли я в это? Не особенно.
Высказывались предположения, что военные наблюдали птиц, воздушный шар, неизвестное атмосферное явление, некий летательный аппарат и даже блик. Американское издание «Попьюлар Механикс» выдвинуло три версии объяснения «Тик-Така»: неисправность радаров и неверная интерпретация неких природных явлений, секретные технологии США, внеземное происхождение. Американский физик Дон Линкольн в своей статье заключил, что очень маловероятно, что объект был вражеским супероружием или инопланетным кораблём. Джо Никелл опубликовал в американском издании «Скептический опросник» статью, в которой указал на ряд ошибок и несостыковок в отчётах Фравора. Никелл и астроном и лётчик Джеймс МакГаха считают, что наблюдавшееся пилотами вспенивание воды могло быть вызвано подводной лодкой, а «Тик-Так» мог быть разведывательным беспилотником. Статья также обращает внимание, что в нескольких сообщениях об инциденте упоминается, что, когда Фравор вернулся на «Нимиц», экипаж авианосца в основном не принял его сообщение всерьёз.
В отчёте, составленном бывшим сотрудником Пентагона Луисом Элизондо, который был предоставлен изданию «8НьюсНау», были сделаны следующие выводы: объект не был летательным аппаратом США или какой-либо другой страны; объект мог становиться невидимым для человеческого глаза и для радаров; объект мог развивать более высокие скорости, чем у любого известного летательного аппарата, причём без каких бы то ни было видимых средств создания аэродинамической подъёмной силы или видимых элементов управления; судя по всему, объект мог работать под водой.
По данным Fox News, проведен научный анализ для неназванного агентства, в отчете по которому указаны технологические детали и летные характеристики, которые наблюдались и документировались во время многонедельной серии полетов нескольких НЛО «Тик-Так». Режиссер-документалист Джереми Корбелл утверждает, что в отчете описывается прилет НЛО «Тик-Так» из космоса и его стыковка с неизвестным подводным объектом.